# علي بن أبي طلحة
علي بن أبي طلحة، مُحدث ومُفسّر، ورحل إلى مصر، وعاش بها، روى التفسير عن ابن عباس، رواه عنه معاوية بن صالح، توفى بحمص سنة 143 هـ.

## سيرته
هو علي بن أبي طلحة سالم بن المخارق، يُكنى بأبي الحسن أو أبي محمد، كان أبوه مولى العباس بن عبد المطلب، ثم أعتقه، يذكر أبو بكر بن عيسى «صاحب تاريخ حمص» أنه توفي بحمص سنة 143 هـ، بينما ذكر خليفة بن خياط أنه توفى سنة 120 هـ.

## روايته للحديث النبوي
- رَوى عن: أبو الوّداك، وراشد بن سعد، ومحمد بن زايد، والقاسم بن محمد بن أبي بكر، ومجاهد بن جبر، وكعب بن مالك، وعكرمة البربري، وسعيد بن جبير.[2]
- رُويَ عنه: الحكم بن عتيبة وهو أكبر منه، وداود بن أبي هند دينار القشيري، ومعاوية بن صالح، وأبو بكر بن عبد الله بن مريم، ومحمد بن الوليد، وسفيان الثوري، وصفوان بن عمرو، وعبد الله بن سالم، وحسن بن صالح بن حي، وثور بن يزيد، وبديل بن ميسرة العقيلي، وأبو سبأ عتبة بن تمام، وفرج بن فضالة، وعطاء الخراساني، وحزير بن عثمان، والعلاء بن الحارث، وأرطاة بن المنذر، وثعلبة بن مسلم، ومعمر بن راشد، وأبو هريرة الحمصى.[2]
- الجرح والتعديل: روى له مسلم بن الحجاج وأبو داود والنسائي وابن ماجة وأحمد بن حنبل.[2]

## صحيفته في التفسير
له مخطوطة في التفسير عن ابن عباس معروفة بـ «صحيفة علي بن أبي طلحة في التفسير» ذكرها السيوطي في الإتقان عن أحمد بن حنبل، ويعتبرها السيوطي من أصح ما رُوى في التفسير عن ابن عباس، وقد مدحها أحمد بن حنبل قائلًا: «بِمِصْرَ صَحِيفَةٌ فِي التَّفْسِيرِ رَوَاهَا عَلِيُّ بْنُ أَبِي طَلْحَةَ لَوْ رَحَلَ رَجُلٌ فِيهَا إِلَى مِصْرَ قَاصِدًا مَا كَانَ كَثِيرًا.»، وحديثًا قام الباحث راشد بن عبد المنعم الرجال بجمع مرويات تلك الصحيفة وأخرجها بعنوان «تفسير ابن عباس المسمى: صحيفة علي بن أبي طلحة في تفسير القرآن الكريم».